# Olympische Winterspiele 2022/Teilnehmer (Jamaika)
| Gelbes Symbol für Goldmedaillen mit stilisierten Olympischen Ringen | Graues Symbol für Silbermedaillen mit stilisierten Olympischen Ringen | Braundes Symbol für Bronzemedaillen mit stilisierten Olympischen Ringen |
| ------------------------------------------------------------------- | --------------------------------------------------------------------- | ----------------------------------------------------------------------- |
| —                                                                   | —                                                                     | —                                                                       |

Jamaika nahm an den Olympischen Winterspielen 2022 in Peking mit sieben Athleten, davon sechs Männer und eine Frau, in zwei Sportarten teil. Es war die neunte Teilnahme des Landes an Olympischen Winterspielen.

## Teilnehmer nach Sportarten

### Bob
| Athleten                                                    | Wettbewerb | Lauf 1      | Lauf 1 | Lauf 2      | Lauf 2 | Lauf 3      | Lauf 3 | Lauf 4        | Lauf 4        | Gesamt      | Gesamt |
| Athleten                                                    | Wettbewerb | Zeit        | Rang   | Zeit        | Rang   | Zeit        | Rang   | Zeit          | Rang          | Zeit        | Rang   |
| ----------------------------------------------------------- | ---------- | ----------- | ------ | ----------- | ------ | ----------- | ------ | ------------- | ------------- | ----------- | ------ |
| Frauen                                                      |            |             |        |             |        |             |        |               |               |             |        |
| Jazmine Fenlator-Victorian                                  | Monobob    | 1:06,63 min | 19     | 1:07,38 min | 19     | 1:06,92 min | 19     | 1:07,63 min   | 20            | 4:28,56 min | 19     |
| Männer                                                      |            |             |        |             |        |             |        |               |               |             |        |
| Shanwayne Stephens Nimroy Turgott                           | Zweierbob  | 1:01,23 min | 30     | 1:01,35 min | 28     | 1:01,54 min | 30     | ausgeschieden | ausgeschieden | 3:04,12 min | 30     |
| Shanwayne Stephens Ashley Watson Rolando Reid Matthew Wekpe | Viererbob  | 1:00,80 min | 28     | 1:01,39 min | 28     | 1:01,23 min | 28     | ausgeschieden | ausgeschieden | 3:03,42 min | 28     |

### Ski Alpin
| Athleten           | Wettbewerb   | Lauf 1      | Lauf 1 | Lauf 2      | Lauf 2 | Gesamt      | Gesamt |
| Athleten           | Wettbewerb   | Zeit        | Rang   | Zeit        | Rang   | Zeit        | Rang   |
| ------------------ | ------------ | ----------- | ------ | ----------- | ------ | ----------- | ------ |
| Männer             |              |             |        |             |        |             |        |
| Benjamin Alexander | Riesenslalom | 1:37,94 min | 54     | 1:40,58 min | 46     | 3:18,52 min | 46     |